# Chloroclystis rubella
Chloroclystis rubella là một loài bướm đêm trong họ Geometridae.